# Tondabayashi (Osaka)
Tondabayashi (富田林市 Tondabayashi-shi?) es una ciudad localizada en la prefectura de Osaka, Japón. En julio de 2019 tenía una población estimada de 110.292 habitantes y una densidad de población de 2.777 personas por km². Su área total es de 39,72 km².

## Geografía

### Localidades circundantes
- Prefectura de Osaka
  - Sakai
  - Habikino
  - Kawachinagano
  - Ōsakasayama
  - Taishi
  - Kanan
  - Chihayaakasaka

## Demografía
Según datos del censo japonés, la población de Tondabayashi ha disminuido en los últimos años.
| Año del censo | Población |
| ------------- | --------- |
| 1995          | 121.690   |
| 2000          | 126.558   |
| 2005          | 123.934   |
| 2010          | 119.576   |
| 2015          | 113.984   |